# Berberis affinis
Berberis affinis är en berberisväxtart som beskrevs av George Don jr. Berberis affinis ingår i släktet berberisar, och familjen berberisväxter. Inga underarter finns listade i Catalogue of Life.